# 境川遊水地公園
神奈川県立境川遊水地公園 （かながわけんりつさかいがわゆうすいちこうえん）は、横浜市泉区下飯田町、戸塚区俣野町、藤沢市今田にまたがって位置する神奈川県立の都市公園（総合公園）。2007年8月4日に約6haで一部開園し、2019年7月20日に約30haで全面開園した。

## 概要
境川の治水のために1990年度から神奈川県藤沢土木事務所が総合治水対策「かながわSafetyリバー50」に基づいて着手した俣野遊水地、下飯田遊水地、今田遊水地を、県立公園として整備することとなり、2004年度から公園設置事業に着手した。当公園で境川に和泉川が合流する。指定管理者は、財団法人神奈川県公園協会。中心管理施設として「境川遊水地情報センター」が設けられている。
- 入園料:無料（情報センター会議室、少年野球場使用料は有料）
- 開園時刻:通年午前8時30分
- 閉園時刻
  - 10月 - 2月:午後5時
  - 6月 - 7月:午後7時
  - その他:午後6時

## 主な施設
- 境川遊水地情報センター
境川の自然や遊水地の仕組み・役割などを紹介する展示コーナーや会議室を備えている情報発信・交流の拠点。
公園の利用案内、少年野球場や会議室などの施設の利用申し込み、公園で行う自然観察会等の受付窓口。
公園管理と共に水防時の管理機能を備える。
  - エントランス・オープンスペース

写真、地層標本、水槽などで公園内を紹介。
  - 河川情報スペース

境川遊水地に関するビデオの上映（8分間）と遊水地の機能、県内の河川情報や治水の展示パネル、境川遊水地周辺で見られる生き物の情報展示
  - 会議室

4つの会議室があり、会議室利用案内に規定する団体・利用目的であれば、利用できる（有料）。
- 境川遊水地少年野球場
利用期間は3月16日から12月15日迄で、利用申し込みにあたっては事前に団体での登録手続きが必要（有料）。
  - 少年野球場A（北側・防球ネット付） - 少年軟式野球（小学生、中学生）、ソフトボールなど。
  - 少年野球場B（南側） - 少年軟式野球（小学生）など。
- 多目的グラウンド
サッカー、陸上競技、グラウンドゴルフに利用できる。
- テニスコート
ハードコート5面
- ビオトープ
遊水地を利用して水辺の動植物の観察ができる。一部では化石の採集もできる場所がある（要許可）。　
サギやセキレイ、カモ、カワセミがいる。

## イベント
センターには学芸員が常駐しており、年間を通して様々なイベントが開かれる。
- 川の生き物観察会
俣野ゴム堰をつかって境川を堰き止めて川の生き物を観察することもある。
- バードウォッチング
- 地層観察会
貝化石の採集も行われる。
- 自然クラフト教室
自然素材を生かしたワークショップ

## アクセス
遊水地という性質上、アクセスはかなり悪い。
- 鉄道利用
小田急江ノ島線・相鉄いずみ野線・横浜市営地下鉄湘南台駅東口より徒歩約2km
- バス利用
湘南台駅東口より湘07系統「立場ターミナル行き」で約10分「元木」バス停下車徒歩約1km
- 自家用車利用
  - 環状4号赤坂橋交差点から湘南台方向に約2km（境川手前の交差点：丁字路 を左折して道なりに1km）
  - 国道467号亀井野交差点から横浜の信号2つ目「市民図書館南側交差点」を右折、境川横断後の最初の交差点（丁字路）を右折して道なりに約1km

公園内の駐車場は数に限りがあるので、できるだけ公共交通機関利用を勧めている
- 自転車使用
情報センター近くに駐輪場がある。